# Open Vlaamse Liberalen en Democraten
Open Vlaamse Liberalen en Democraten ("Åbne Flamske Liberale og Demokrater", Open VLD) er et flamsk liberalt politisk parti. Partiet tilføjede "Open" til sit navn i 2007 efter tidligere at have heddet "Vlaamse Liberalen en Democraten" (VLD).
Partiet blev dannet i 1992 ved en opdeling af det daværende tosprogede liberale parti "Parti for Frihed og Fremskridt" (flamsk: Partij voor Vrijheid en Vooruitgang, PVV; fransk: Parti de la Liberté et du Progrès, PLP).